# 黎振浩
黎振浩（英語：Lai Chun Ho；1989年2月5日—），香港男子田徑運動員；亦為男子4×100公尺接力和室內60公尺的香港紀錄保持者。

## 簡歷
黎振浩中學時期就讀天主教南華中學，至中四時轉到拔萃男書院重讀。2008年，黎振浩在印尼舉行的亞洲青年田徑錦標賽中取得100米金牌及4×100米接力賽銅牌。獲得10萬元獎金之餘，之後更取得北京奧運100米的參賽資格，成為香港田徑項目中唯一男子代表。不過他在京奧初賽只能夠跑出10.63秒，無緣晉級。
在2010年11月22日，廣州亞運男子100米決賽中，黎振浩表現出色跑出個人最佳的10秒32獲得第4名，與獎牌擦身而過。
2011年8月21日，在2011年世界大學生夏季運動會中，由黎振浩、梁祺浩、葉紹強和何文樂組成的香港男子4x100米接力隊，跑出39秒44摘銅，為香港在世界性舞台首奪田徑獎牌。冠、亞軍為南非及中國。
2012年2月，黎振浩在杭州亞洲室內田徑錦標賽男子60米跑決賽，以6秒78奪得銀牌。
同年，黎振浩夥拍鄧亦峻、吳家鋒、徐志豪和何文樂代表香港出戰英國倫敦舉行的奥林匹克运动会田徑比賽男子4×100公尺接力賽事，擔任第二棒。香港4x100接力隊於初賽以38秒61「包尾」而回，未能打破香港紀錄，惟港隊四子仍對表現大感滿意。
2013年7月6日，鄧亦峻、黎振浩、徐志豪及吳家鋒組成的香港男子4X100米接力隊，在印度浦那舉行的2013年亞洲田徑錦標賽男子4×100米接力賽中以38.94秒勇奪金牌。4人合共獲得了12萬5千元獎金。
香港男子接力隊鄧亦峻、黎振浩、徐志豪及吳家鋒挾2013年亞洲田徑錦標賽金牌的餘威，原本有力在2013年遼寧全運會爭取獎牌，但首棒的鄧亦峻交棒予黎振浩後「跌棒」，賽後黎振浩解釋是棒子撞到大腿，即使他之後繼續比賽，但最終只能以47秒56取得第8。不過4人在東亞運動會重新振作，以39秒12摘走接力銀牌，洗刷在全運會跌棒失牌的遺憾。
2014年9月29日，香港男子接力隊參加2014年仁川亞運，黎振浩在賽前一分鐘進行熱身時，誤踏隊友吳家鋒腳掌，觸傷右足踝舊患。經快速診治後可以用八成力，由於賽前一小時已遞交參賽名單，接力隊無法換人，黎振浩惟有負傷上陣。賽事開始時，第一棒鄧亦峻交第二棒黎振浩順利完成，但第二棒再交第三棒吳家鋒期間，黎振浩因為傷患發作而停步，吳家鋒只有走回頭路向黎振浩拿棒。雖明知已出局，不過吳家鋒仍然交給第四棒徐志豪跑回終點，以45秒34排小組包尾。幸好阿曼隊賽後被取消資格，港隊才得以躋身10月2日舉行的決賽。蘇進康在決賽取代黎振浩，最終香港男子4×100米接力隊獲得銅牌。
2014年11月10日，香港男子接力隊領取田徑總會10萬元亞運獎金，但黎振浩決定施手術或慢性復康根治大腿傷患，因此在2015年的賽事中肯定會缺陣。

## 榮譽
- 香港傑出運動員選舉

「香港最佳運動組合」－ 香港男子4x100米接力隊（2013年）

## 外部連結
- 黎振浩在国际奥林匹克委员会的资料
- 黎振浩在的頁面